# 니콜라이 림스키코르사코프

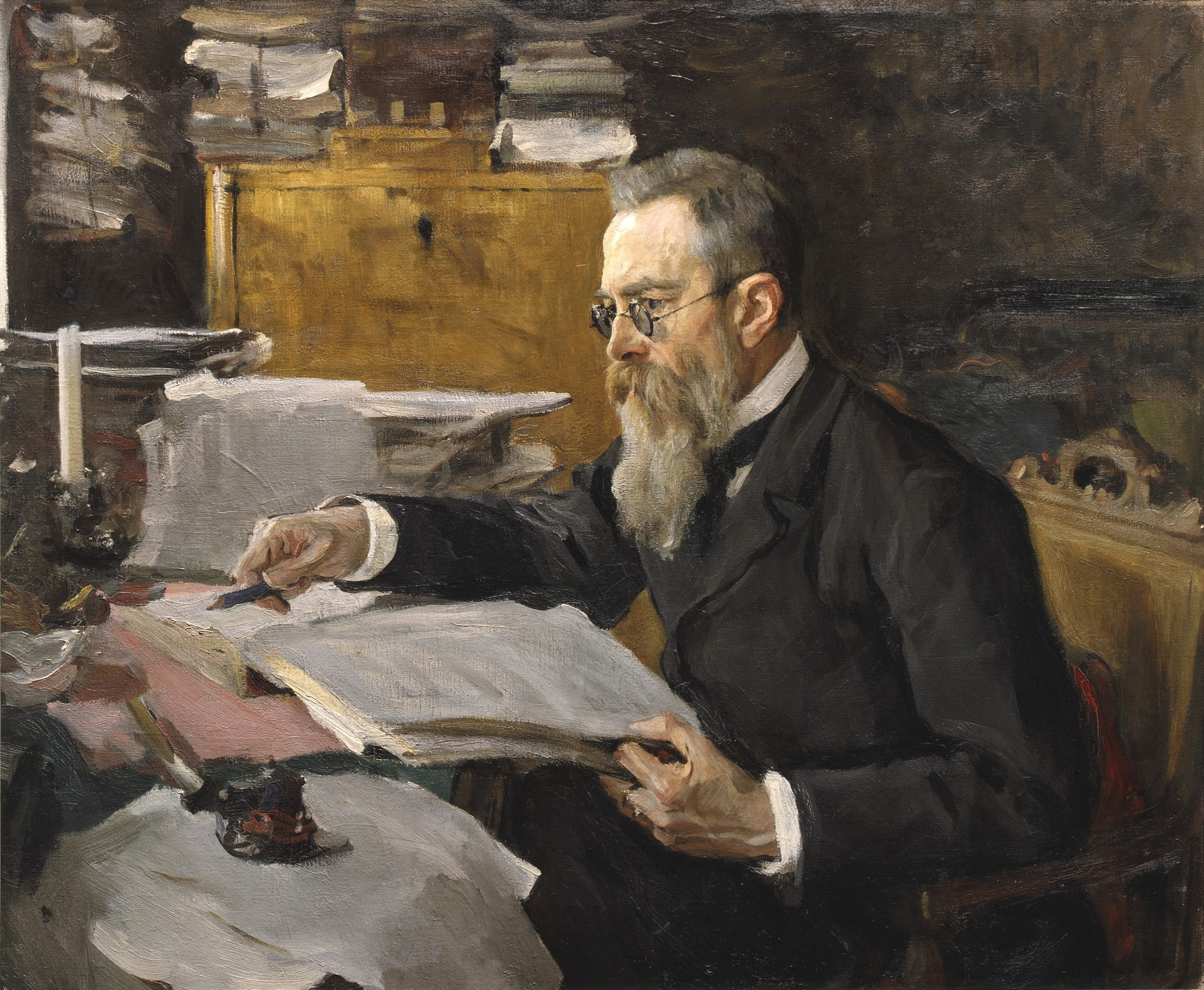
니콜라이 림스키코르사코프. 발렌틴 세로프 작, (1898년)

니콜라이 안드레예비치 림스키코르사코프(러시아어: Никола́й Андре́евич Ри́мский-Ко́рсаков, 러시아어 발음: [nʲɪkəˈlaj ɐnˈdrʲejɪvʲɪtɕ ˈrʲimskʲɪj ˈkorsəkəf] ( 듣기), 1844년 3월 18일 ~ 1908년 6월 21일)는 러시아 제국의 작곡가이자, 관현악법으로 잘 알려진 음악학자이다. "러시아 5인조"로 알려진 작곡가 그룹의 일원이었다.[a] 그는 관현악법의 대가로 여겨진다. 대표적인 관현악 작품으로는 《스페인 기상곡》, 《러시아 부활절 축제 서곡》, 그리고 교향 모음곡 《셰에라자드》와 《왕벌의 비행》이 있다. 15편의 오페라에서 발췌한 모음곡과 여러 오케스트라 작품을 남겼으며, 《셰에라자드》는 그가 자주 사용했던 동화와 민속 전설을 소재로 한 음악적 특징을 대표하는 작품이다.
림스키코르사코프는 밀리 발라키레프 및 음악 비평가 블라디미르 스타소프(Vladimir Stasov)와 함께 러시아의 민족주의 음악을 발전시키는 데 힘썼다. 이러한 스타일은 러시아 민요와 전설을 활용하고, 이국적인 화성, 선율, 리듬적 요소를 포함하는 "음악적 오리엔탈리즘" 기법을 사용했으며, 전통적인 서구 작곡 기법을 배제하는 경향을 보였다.
그러나 림스키코르사코프는 1871년 상트페테르부르크 음악원의 작곡, 화성, 관현악법 교수로 임명된 후 서구 음악 기법을 더욱 깊이 연구하기 시작했다. 3년에 걸친 엄격한 자기 교육 과정을 통해 서구 음악 기법을 철저히 익혔으며, 이를 미하일 글린카 및 "러시아 5인조" 동료들의 영향과 결합하여 자신의 작곡 스타일을 발전시켰다. 또한, 리하르트 바그너의 작품을 접하면서 그의 작곡 기법과 관현악법을 더욱 풍부하게 발전시키는 계기가 되었다.
림스키코르사코프는 생애 대부분 동안 작곡과 교육 활동을 병행하면서 러시아 제국군에서 복무했다. 처음에는 러시아 제국 해군의 장교로 근무했으며, 이후에는 해군 군악대의 민간 감독관으로 활동했다. 실제로 그는 어린 시절 책을 읽고 해군에서 복무하던 형의 무용담을 들으며 바다에 대한 열정을 키웠다고 회고한 바 있다. 이러한 바다에 대한 애정은 그의 대표적인 관현악 작품인 음악적 화폭 《사드코》(후에 동명의 오페라로 확장됨)와 《셰에라자드》를 작곡하는 데 영향을 미쳤을 가능성이 있다.
해군 군악대 감독관으로서 목관악기와 금관악기의 연주 기법에 대한 지식을 심화했으며, 이는 그의 관현악법을 더욱 정교하게 발전시키는 데 기여했다. 그는 이러한 지식을 제자들에게 전수했으며, 또한 사후에는 사위 막시밀리안 스타인베르크(Maximilian Steinberg)가 완성한 관현악법 교재를 통해 그의 교육 방식이 후대에 전해졌다.
림스키코르사코프는 러시아 민족주의 음악에 기반한 방대한 작품들을 남겼다. 그는 또한 "러시아 5인조(The Five)"의 작품을 연주용으로 편곡하여 클래식 음악 레퍼토리에 포함시키는 데 기여했는데, 모데스트 무소르그스키의 작품을 편집한 방식에 대해서는 논란의 여지가 남아있다. 그러나 그는 수십 년간 교육자로 활동하며 차세대 러시아 작곡가들과 음악가들에게 중요한 영향을 미쳤으며, 이에 따라 "러시아 스타일"로 불리는 클래식 음악 전통을 구축한 중심 인물로 평가받는다.
그의 영향력은 특히 구스타프 말러와 함께 "러시아 5인조"와 이후의 전문 교육을 받은 작곡가들을 연결하는 중간적인 역할을 했다는 점에서 중요하다. 글린카와 러시아 5인조는 주로 독학으로 작곡을 익혔지만, 19세기 말이 되면서 러시아에서는 정식 음악 교육을 받은 작곡가들이 대세를 이루게 되었다. 림스키코르사코프의 작곡 스타일은 글린카, 발라키레프, 엑토르 베를리오즈, 프란츠 리스트, 그리고 비록 짧은 기간이지만 리하르트 바그너의 영향을 받았다. 그는 이러한 스타일을 두 세대에 걸친 러시아 작곡가들에게 직접 전수했으며, 또한 모리스 라벨, 클로드 드뷔시, 폴 뒤카, 오토리노 레스피기와 같은 비(非)러시아 작곡가들에게도 영향을 미쳤다.

## 생애
림스키코르사코프는 벨리키노브고로드 근처의 티흐빈의 귀족 집안에서 태어났다. 어렸을 때부터 음악에 재능을 보였으나, 상트페테르부르크에 있는 러시아 해군 학교에 들어갔고, 러시아 해군에 입대했다. 그가 음악에 집중하기 시작한 것은 밀리 발라키레프의 음악 클럽과 사귀고 나서였다. 발라키레프는 림스키코르사코프가 바다에 나가 있지 않는 동안 음악을 가르쳤다. 또한 이로 인해 나중에 러시아 5인조의 한 사람이 되었다. 해군에 있는 동안 림스키코르사코프는 러시아인으로서는 최초로 교향곡을 써서, 이를 귀국하여 연주하였고, 교향시·가극의 작곡에도 손을 대었다.
1881년 모데스트 무소륵스키가 죽은 뒤 림스키코르사코프는 그의 작품을 출판·정리했다. 림스키코르사코프가 편곡한 무소륵스키의 《민둥산의 하룻밤》은 원곡보다 더 널리 연주된다. 하지만 한때 거칠다고 여겨졌던 무소륵스키의 작품은 시간이 지날수록 독창적으로 받아들여져 《보리스 고두노프》와 같은, 림스키코르사코프가 편집한 무소륵스키의 작품 중 일부는 오히려 원곡이 더 선호된다.

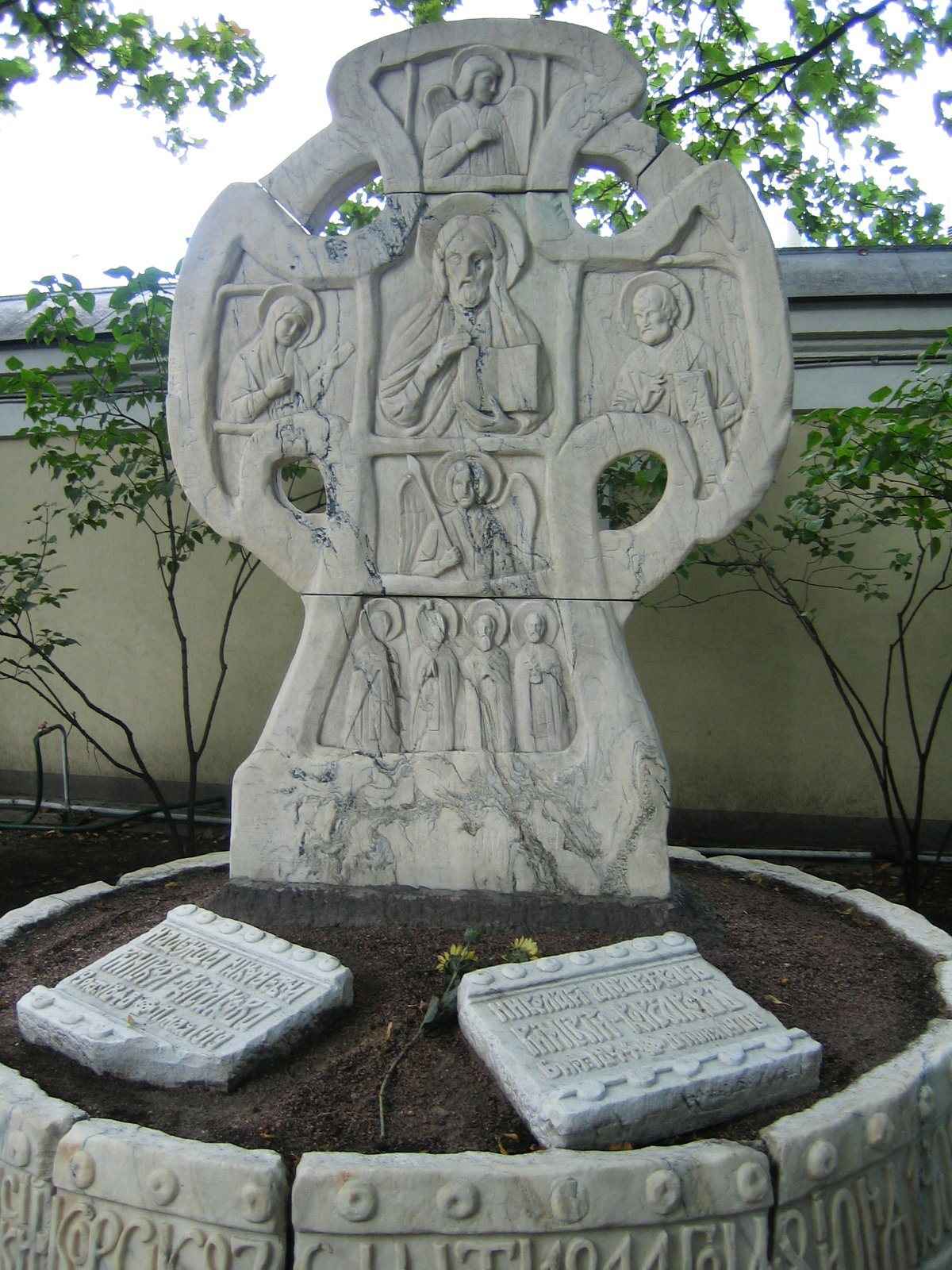
티흐빈 공동 묘지에 있는 림스키코르사코프의 묘지.

1871년 림스키코르사코프는 상트페테르부르크 음악원의 관현악법과 작곡 교수가 되었다. 그의 제자 중에는 알렉산드르 글라주노프, 세르게이 프로코피예프, 이고리 스트라빈스키 등이 있다. 1905년 림스키코르사코프는 정치적 관점이 학교에 맞지 않는다는 이유로 해직당했다. 이에 반발해 동료들이 사임함에 따라 림스키코르사코프는 복직되었다.
그는 러시아 교회 음악과 민요 등을 베를리오즈식의 화성과 명쾌한 관현악법으로 처리하는 형식을 써서 '근대 러시아 음악파'에 큰 영향을 끼쳤다. 주요 작품으로는 교향 조곡 <천일야화>, 오페라 <사드코> <금계(金鷄)> <트럼본 콘체르토> 등이 있고, <관현악법 원리> <화성학 실습> 등의 음악 이론서도 썼다.
말년에 림스키코르사코프는 협심증을 앓았다. 그는 페테르부르크의 마을인 류벤스크에서 죽었고, 상트페테르부르크에 있는 티흐빈 공동 묘지에 묻혔다. 니콜라이의 아들 안드레이 니콜라예비치 림스키코르사코프는 음악학자이고, 조카 게오르기 미하일로비치 림스키코르사코프는 작곡가이다.

## 주요 작품

### 교향곡
- 교향곡 1번 마단조(1판-1861~65, 2판-1884)
- 교향곡 3번(1판-1866~73, 2판-1886)

### 관현악곡
- 삿코(1판-1867, 2판-1869, 3판-1891~92)
- 옛날 이야기 작품번호 29(1879~80)
- 스페인 기상곡(1887)
- 세헤라자데(1888)
- 러시아 부활절 축전 서곡(1888)
- 작은 막대(1905)

### 협주곡
- 트롬본 협주곡 내림 나장조(트롬본과 군악대)(1877)
- 피아노 협주곡 올림 다단조(1882~83)

### 실내악
- 현악 4중주 바장조(1875)
- 현악 6중주 가장조(1876)
- 오중주 내림 나장조(플루트, 클라리넷, 호른, 바순, 피아노; 1876)

### 피아노
- 4개의 소품 작품번호 11(1876~77)

### 오페라
- 금계(1906~07)
- 술탄 황제의 이야기(1899~1900)

## 공감각
림스키코르사코프는 음을 다음과 같은 색상으로 인식하였다.:
| 음          | 색상                 |
| ----------- | -------------------- |
| C(다)       | 흰색                 |
| D(라)       | 노란색               |
| E♭(내림 마) | 어두운 회청색        |
| E(마)       | 톡톡 튀는 사파이어색 |
| F(바)       | 초록색               |
| G(사)       | 풍부한 황금색        |
| A(가)       | 장미색               |

## 같이 보기
- 러시아 5인조

## 읽을거리
- Abraham, Gerald. Rimsky-Korsakov: a Short Biography. London: Duckworth, 1945; rpt. New York : AMS Press, 1976. Later ed.: Rimsky-Korsakov. London: Duckworth, 1949.
- Griffiths, Steven. A Critical Study of the Music of Rimsky-Korsakov, 1844-1890. New York: Garland, 1989.
- Rimsky-Korsakov, A.N. Н.А. Римский-Корсаков: жизнь и творчество [N.A. Rimsky-Korsakov: Life and Work]. [5 vols.] Москва: Государственное музыкальное издательство, 1930.
- Richard Taruskin. "The Case for Rimsky-Korsakov," Opera News, vol. 56, nos. 16 and 17 (1991–2), pp. 12–17 and 24-29, respectively.
- Yastrebtsev, Vasily Vasilievich. Reminiscences of Rimsky-Korsakov. Ed. and trans. by Florence Jonas. New York: Columbia University Press, 1985. (Note: this is heavily abridged.)